# Ar-Rajjan SC (piłka siatkowa mężczyzn)
Ar-Rajjan SC – katarski klub siatkarski założony w 1968 z siedzibą w Ar-Rajjan. W 2012 i 2014 roku uczestnik Klubowych Mistrzostw Świata.

## Sukcesy
Puchar Emira:
- 1. miejsce (15x): 1987, 1989, 1994, 1999, 2000, 2003, 2006, 2007, 2010, 2012, 2013, 2017, 2018, 2019, 2021
- 2. miejsce (13x): 1980, 1981, 1982, 1983, 1984, 1985, 1991, 1993, 1997, 1998, 2005, 2011, 2015

 Mistrzostwo Kataru:
- 1. miejsce (9x): 1993, 1995, 1998, 2001, 2007, 2013, 2014, 2015, 2018
- 2. miejsce (12x): 1980, 1981, 1987, 1989, 1990, 1991, 1994, 1996, 2008, 2010, 2012, 2016
- 3. miejsce (13x): 1982, 1985, 1986, 1992, 1997, 1999, 2000, 2003, 2004, 2005, 2006, 2009, 2011

 Crown Prince Cup:
- 1. miejsce (9x): 1993, 1995, 2002, 2003, 2007, 2010, 2011, 2013, 2016
- 2. miejsce (12x): 1991, 1994, 1997, 1998, 2000, 2001, 2004, 2005, 2006, 2008, 2009, 2015

 Klubowe Mistrzostwa Arabskie:
- 1. miejsce (2x): 2018, 2019
- 2. miejsce (2x): 1998, 2012
- 3. miejsce (1x): 2017

 Klubowe Mistrzostwa Krajów Zatoki Perskiej:
- 1. miejsce (3x): 2011, 2015, 2016
- 2. miejsce (1x): 2014

 Puchar Kataru QVA:
- 2. miejsce (1x): 2013
- 3. miejsce (1x): 2016

 Klubowe Mistrzostwa Azji:
- 1. miejsce (1x): 2025[1]
- 2. miejsce (2x): 2013, 2014
- 3. miejsce (1x): 2019

 Klubowe Mistrzostwa Świata:
- 2. miejsce (1x): 2014

 Superpuchar Kataru:
- 1. miejsce (1x): 2019

## Obcokrajowcy w zespole
| Imię i nazwisko            | Pozycja      |
| -------------------------- | ------------ |
| Carlos Tejeda              | atakujący    |
| Slobodan Bojić             | przyjmujący  |
| Marcus Nilsson             | atakujący    |
| Philippe Barca-Cysique     | przyjmujący  |
| Wieczysław Ragin           | środkowy     |
| Georgi Bratoew             | rozgrywający |
| Walentin Bratoew           | przyjmujący  |
| Mikko Oivanen              | atakujący    |
| David Lee                  | środkowy     |
| Rodrigo Santana            | środkowy     |
| Yosleyder Cala             | przyjmujący  |
| Mohammed Al Hachdadi       | atakujący    |
| Roberlandy Simón Aties     | środkowy     |
| Alan Barbosa Domingos      | libero       |
| Michael Sánchez Bozhulev   | atakujący    |
| Raphael Vieira de Oliveira | rozgrywający |
| Matej Kazijski             | przyjmujący  |
| Péter Veres                | przyjmujący  |
| Salvador Hidalgo Oliva     | przyjmujący  |
| Cristian Savani            | przyjmujący  |
| Brook Billings             | atakujący    |
| Zbigniew Bartman           | przyjmujący  |
| Wilfredo León              | przyjmujący  |
| Dmitrij Iljinych           | przyjmujący  |
| Oreol Camejo               | przyjmujący  |
| Ivan Borovnjak             | przyjmujący  |
| Dušan Petković             | atakujący    |
| Milad Ebadipur             | przyjmujący  |
| Marko Vukašinović          | przyjmujący  |
| Kamil Rychlicki            | atakujący    |
| Sam Deroo                  | przyjmujący  |
| Marco Ferreira             | atakujący    |
| Miloš Nikić                | przyjmujący  |
| Antonin Rouzier            | atakujący    |
| Wiaczesław Tarasow         | przyjmujący  |
| Farhad Gha’emi             | przyjmujący  |
| Stéphen Boyer              | atakujący    |